# John Brown (esclave)
Pour les articles homonymes, voir John Brown (homonymie) et Brown.
John Brown (vers 1810 - 1876) était un esclave américain de Virginie. Il est également connu par son nom d'esclave, Fred.

## Biographie

### Jeunesse
John Brown est né vers 1810 dans l'est de la Virginie. À l'âge de 10 ans, il fut emmené avec sa mère dans une exploitation de tabac en Caroline du Nord. Très rapidement, il fut séparé de sa mère et envoyé en Géorgie, dans l'exploitation de coton florissante de Thomas Stevens, près de Milledgeville. Dans les années 1820, il accompagnera le déplacement de l'activité de Stevens à Decatur dans le nord et y restera jusqu'à l'âge adulte.

### Âge adulte
Les conditions d'existence de John Brown étaient particulièrement dures et ses propriétaires successifs aussi. Il est finalement vendu pour 350$ à Thomas Stevens et ensuite son fils Decature Stevens, très cruels.
Sa rencontre avec un autre esclave du nom de John Glasgow aura, à la lumière de ces conditions de vie, une très forte influence. Ayant vécu un temps libre dans la marine marchande britannique, Glasgow donne à Brown la volonté de s'échapper : son nouvel eldorado sera l'Angleterre, où réduire un individu à l'état d'esclave était prohibé. Brown tenta à plusieurs reprises de s'échapper, sans succès.
Le décès de son premier propriétaire, Thomas Stevens, en 1839, et sa succession par son fils, Decature Stevens, encore plus dur que son père, sera le déclencheur d'une autre tentative d'évasion.

### Sa quête de liberté
Ne voulant plus vivre sous la férule de Decature Stevens, Brown s'échappa et parvint à rejoindre la ville de La Nouvelle-Orléans, en Louisiane. Il fut cependant repris et vendu à un autre propriétaire, Theodoric J. James. Brown réitéra sa tentative vers le nord cette fois, en longeant le Mississippi, avec succès. Au cours de son périple, il reçut l'aide de noirs et de blancs indistinctement.

### La liberté

#### Aux États-Unis
S'installant dans le Michigan, il travailla un an comme charpentier dans la communauté d'esclaves noirs émancipés à Marshall, puis aux côtés de mineurs anglais, dans le nord-ouest du Michigan. Il se rendit ensuite au "Dawn Institute", un refuge pour esclaves noirs en fuite proche de Dresden (en), en Ontario, au Canada. Enfin, en août 1850, il s'embarqua à bord d'un bateau pour l'Angleterre.

#### En Angleterre
Brown se maria avec une Anglaise et finira sa vie en Angleterre, travaillant comme charpentier, jusqu'à sa mort, en 1876.

## Récit
John Brown est l'auteur d'un Slave Life in Georgia: A Narrative of the Life, Sufferings, and Escape of John Brown, a Fugitive Slave, Now in England, dicté au secrétaire de l'Anti-Slavery Society, Louis Alexis Chamerovznow, et publié en 1855. Il y raconte son existence d'esclave sans oublier de citer son ami John Glasgow, grâce auquel peut-être, il eut l'idée de prendre la route de l'Angleterre. Son récit aura peu de retombées aux États-Unis.